# Chiliosoma digitatum
Chiliosoma digitatum är en mångfotingart som beskrevs av Henri W. Brölemann 1916. Chiliosoma digitatum ingår i släktet Chiliosoma och familjen Dalodesmidae. Inga underarter finns listade i Catalogue of Life.